# Zápas na Letních olympijských hrách 1980
Zápas na Letních olympijských hrách 1980 v Moskvě nabídl souboje o dvacet sad medailí a to v deseti váhových kategoriích ve volném stylu a v deseti v řecko-římském.

## Medailisté

### Volný styl
| Kategorie | Zlato                                      | Stříbro                                            | Bronz                                    |
| --------- | ------------------------------------------ | -------------------------------------------------- | ---------------------------------------- |
| 48 kg     | Claudio Pollio · Itálie (ITA)              | Jang Se-hong · Severní Korea (PRK)                 | Sergej Kornilajev · Sovětský svaz (URS)  |
| 52 kg     | Anatolij Beloglazov · Sovětský svaz (URS)  | Władysław Stecyk · Polsko (POL)                    | Nermedin Selimov · Bulharsko (BUL)       |
| 57 kg     | Sergej Beloglazov · Sovětský svaz (URS)    | Li Ho-pchjong · Severní Korea (PRK)                | Dugarsürengín Ojúnbold · Mongolsko (MGL) |
| 62 kg     | Magomet-Gasan Abušev · Sovětský svaz (URS) | Micho Dukov · Bulharsko (BUL)                      | Georgios Chatziioannidis · Řecko (GRE)   |
| 68 kg     | Sajpulla Absaidov · Sovětský svaz (URS)    | Ivan Jankov · Bulharsko (BUL)                      | Šaban Sejdiu · Jugoslávie (YUG)          |
| 74 kg     | Valentin Rajčev · Bulharsko (BUL)          | Džamcin Davaadžav · Mongolsko (MGL)                | Dan Karabin · Československo (TCH)       |
| 82 kg     | Ismail Abilov · Bulharsko (BUL)            | Magomedchan Aracilov · Sovětský svaz (URS)         | István Kovács · Maďarsko (HUN)           |
| 90 kg     | Sanasar Oganisjan · Sovětský svaz (URS)    | Uwe Neupert · Německá demokratická republika (GDR) | Aleksander Cichoń · Polsko (POL)         |
| 100 kg    | Ilja Mate · Sovětský svaz (URS)            | Slavčo Červenkov · Bulharsko (BUL)                 | Július Strnisko · Československo (TCH)   |
| +100 kg   | Soslan Andijev · Sovětský svaz (URS)       | József Balla · Maďarsko (HUN)                      | Adam Sandurski · Polsko (POL)            |

### Řecko-římský zápas
| Kategorie | Zlato                                      | Stříbro                               | Bronz                                  |
| --------- | ------------------------------------------ | ------------------------------------- | -------------------------------------- |
| 48 kg     | Žaksilik Uškempirov · Sovětský svaz (URS)  | Constantin Alexandru · Rumunsko (ROU) | Ferenc Seres · Maďarsko (HUN)          |
| 52 kg     | Vachtang Blagidze · Sovětský svaz (URS)    | Lajos Rácz · Maďarsko (HUN)           | Mladen Mladenov · Bulharsko (BUL)      |
| 57 kg     | Šamil Serikov · Sovětský svaz (URS)        | Józef Lipień · Polsko (POL)           | Benni Ljungbeck · Švédsko (SWE)        |
| 62 kg     | Stelios Myjakis · Řecko (GRE)              | István Tóth · Maďarsko (HUN)          | Boris Kramarenko · Sovětský svaz (URS) |
| 68 kg     | Ștefan Rusu · Rumunsko (ROU)               | Andrzej Supron · Polsko (POL)         | Lars-Erik Skiöld · Švédsko (SWE)       |
| 74 kg     | Ferenc Kocsis · Maďarsko (HUN)             | Anatolij Bykov · Sovětský svaz (URS)  | Mikko Huhtala · Finsko (FIN)           |
| 82 kg     | Gennadij Korban · Sovětský svaz (URS)      | Jan Dołgowicz · Polsko (POL)          | Pavel Pavlov · Bulharsko (BUL)         |
| 90 kg     | Norbert Növényi · Maďarsko (HUN)           | Igor Kanygin · Sovětský svaz (URS)    | Petre Dicu · Rumunsko (ROU)            |
| 100 kg    | Georgi Rajkov · Bulharsko (BUL)            | Roman Bierła · Polsko (POL)           | Vasile Andrei · Rumunsko (ROU)         |
| +100 kg   | Oleksandr Kolčynskyj · Sovětský svaz (URS) | Aleksandar Tomov · Bulharsko (BUL)    | Hassan Bechara · Libanon (LIB)         |

## Přehled medailí
| Pořadí | Země                                 | Zlato | Stříbro | Bronz | Celkově |
| ------ | ------------------------------------ | ----- | ------- | ----- | ------- |
| 1      | Sovětský svaz (URS)                  | 12    | 3       | 2     | 17      |
| 2      | Bulharsko (BUL)                      | 3     | 4       | 3     | 10      |
| 3      | Maďarsko (HUN)                       | 2     | 3       | 2     | 7       |
| 4      | Rumunsko (ROU)                       | 1     | 1       | 2     | 4       |
| 5      | Řecko (GRE)                          | 1     | 0       | 1     | 2       |
| 6      | Itálie (ITA)                         | 1     | 0       | 0     | 1       |
| 7      | Polsko (POL)                         | 0     | 5       | 2     | 7       |
| 8      | Severní Korea (PRK)                  | 0     | 2       | 0     | 2       |
| 9      | Mongolsko (MGL)                      | 0     | 1       | 1     | 2       |
| 10     | Německá demokratická republika (GDR) | 0     | 1       | 0     | 1       |
| 11     | Československo (TCH)                 | 0     | 0       | 2     | 2       |
| 11     | Švédsko (SWE)                        | 0     | 0       | 2     | 2       |
| 13     | Finsko (FIN)                         | 0     | 0       | 1     | 1       |
| 13     | Libanon (LIB)                        | 0     | 0       | 1     | 1       |
| 13     | Jugoslávie (YUG)                     | 0     | 0       | 1     | 1       |
| Celkem | Celkem                               | 20    | 20      | 20    | 60      |

## Zúčastněné země
Do bojů o medaile zasáhlo 266 zápasníků z 35 zemí:
| - Afghánistán (8) - Alžírsko (3) - Austrálie (3) - Belgie (3) - Bulharsko (20) - Československo (8) - Dánsko (2) - Finsko (8) - Francie (2) | - Indie (6) - Irák (9) - Itálie (6) - Jugoslávie (10) - Kamerun (6) - Kuba (10) - Libanon (1) - Maďarsko (19) - Mexiko (2) | - Mongolsko (13) - Německá demokratická republika (9) - Nigérie (1) - Peru (2) - Polsko (20) - Rakousko (5) - Rumunsko (20) - Řecko (5) - Senegal (3) | - Severní Korea (3) - Sovětský svaz (20) - Sýrie (17) - Španělsko (2) - Švédsko (8) - Švýcarsko (1) - Vietnam (5) - Velká Británie (6) |